# Campyloneurus promiscuus
Campyloneurus promiscuus (лат.) — вид паразитических наездников рода Campyloneurus из семейства Braconidae.

## Распространение
Китай (Guangdong)

## Описание
Мелкие бракониды (6—8 мм). Усики тонкие, нитевидые, состоят из 42 члеников. От близких видов отличается следующими признаками: голова и мезосома в основном красновато-жёлтые (голова и мезосома полностью чёрные у сходного вида Campyloneurus gibbiventris); третий и четвертый тергиты метасомы в значительной степени грубо пунктированы; пятый тергит грубо пунктированный; перепонка крыла жёлтая или субгиалиновая, птеростигма и жилки желтовато-коричневые.
Третий тергит брюшка в задней части с хорошо развитой зазубреной поперечной бороздкой. Усики длиннее переднего крыла; дорсальный клипеальный край килевидный; брюшко гладкой и блестящее. Эктопаразитоиды личинок жуков-усачей Semanotus bifasciatus (Motschulsky, 1875) (Coleoptera, Cerambycidae).